# Nkange
Nkange is een dorp in het district Central in Botswana. De plaats telt 3550 inwoners (2011).